# Rathaus (Malmö)
Das Malmö Rådhus ist das erste monumentale Rathaus von Malmö, das im Jahr 1546 fertiggestellt wurde. Der Baukomplex, mehrfach umgebaut und erweitert, steht als Byggnadsminne unter Denkmalschutz.

## Lage
Das Gebäude der Malmöer Stadtverwaltung befindet sich am östlichen Rand vom Großen Markt (Stortorget) in Malmö, Hausnummer 2. Die Bauachse erstreckt sich von Nord nach Süd. Dem Hauptgebäude sind Flügelbauten angefügt, im Norden entlang der Kyrgatan auf einer Länge von fast 60 Metern. Der Ostflügel entlang der Kalendergatan hat eine Länge von rund 48 m und schließt mit dem Südflügel des Komplexes ab, der an der Kompanigatan verläuft und direkt auf das Eckbauwerk des Ratskellers stößt. – Auf dem Großen Markt fallen neben dem imposanten Rathausbau vor allem ein sehr bewegter Brunnen auf, der die Geschichte der Stadt in kleinen Bronzeskulpturen und -szenen darstellt und ganz in der Nähe das Haus mit der Löwen-Apotheke. Der Brunnen wurde in den 1960er Jahren nach Vorlagen des schwedischen Bildhauers Stig Blomberg angefertigt.

## Geschichte

### Vorgeschichte

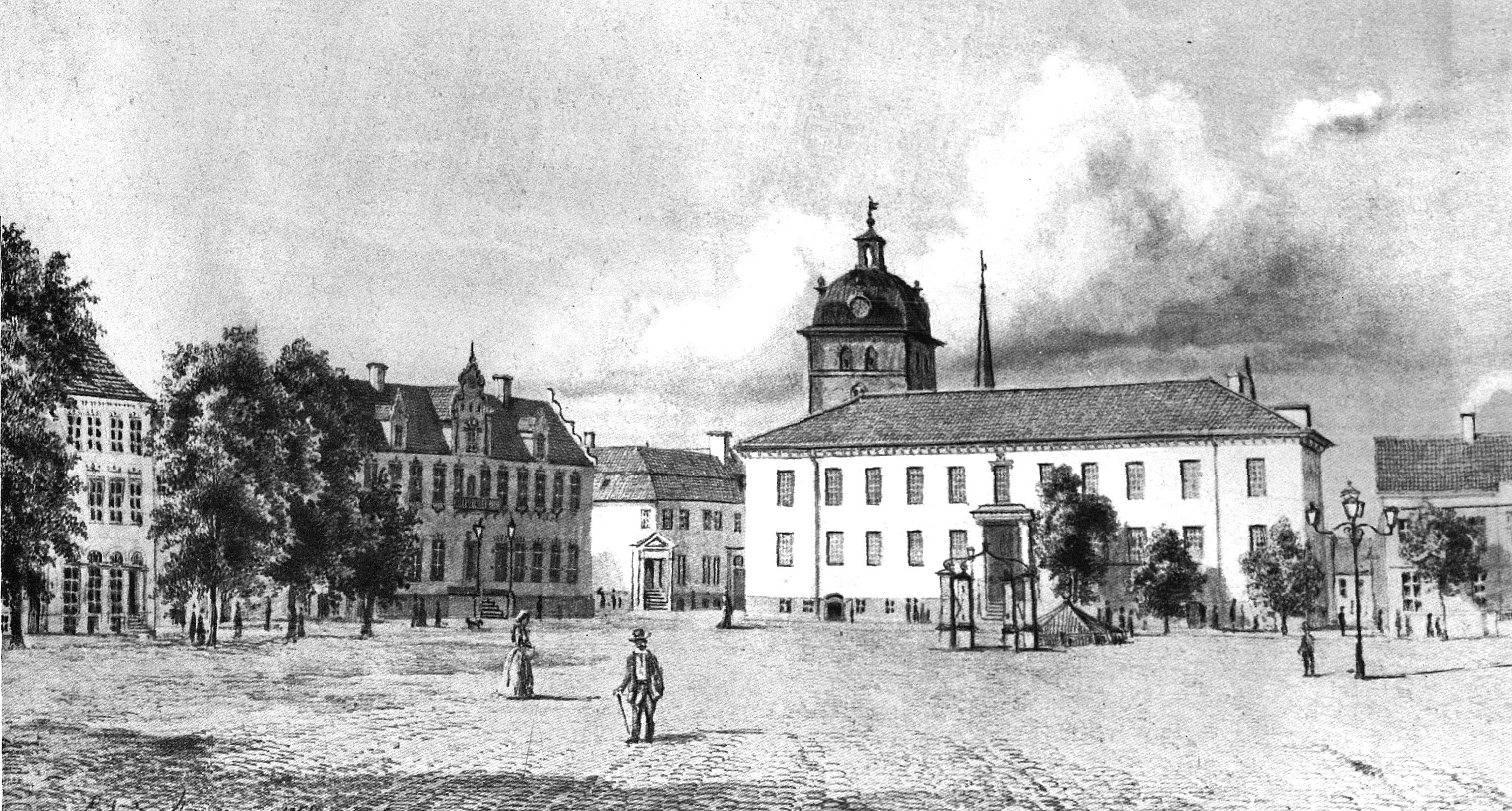
Rathausfassade im Jahr 1859 während der Umbauarbeiten unter Zettervalls Leitung

Schon im Jahr 1353 wird in Dokumenten ein Rathaus in Malmö genannt, das nördlich der St.-Petri-Kirche, zwischen dem alten Friedhof und der Adelgatan, der ältesten Straße der Stadt, stand.
Im nordwestlichen Teil des heutigen Stortorget befand sich im Mittelalter das große Helgeand-Kloster. Das Kloster mit seiner Kirche, seinem Garten und seinem Friedhof nahm ein Viertel des heutigen Platzes ein. Die Reformation in Dänemark (zu welcher im 14. Jahrhundert Malmö gehörte) führte dazu, dass der damalige Bürgermeister Jörgen Kock das Kloster abreißen und an dessen Stelle den heutigen Großen Markt anlegen ließ. Der Abriss erfolgte in den Jahren 1536–1538. Der Marktplatz entwickelte sich im 16. Jahrhundert zu einem der größten Plätze in den nordischen Ländern, er sollte deshalb ein repräsentatives Rathaus erhalten, als Bauplatz war die Ostseite des Stortorget ausgewählt worden.

### Bau und Beschreibung des jetzigen Rathauses
Bei den Bauvorbereitungsarbeiten stießen die Bauleute auf Gewölbebögen, die aus dem 14. Jahrhundert stammen; sie wurden in den Rathausbau einbezogen.
Am 28. Januar 1544 lieh die Stadt Malmö einem Ziegelfabrikanten (Jörgen Brendere) 300 dänische Mark, damit er mit dem Brennen von Ziegeln für das neue Rathaus im städtischen Ziegelbrennofen beginnen konnte. Aus einem dazugehörigen Vertrag geht hervor, dass der Brennofen bis 1547 in Betrieb war, womit der Rohbau des Rathauses vom Frühjahr 1544 bis Herbst 1547 dauerte.
Die heutige Fassade des Rathauses im holländischen Renaissance-Stil aus den 1860er Jahren ersetzte eine neoklassizistische Fassade aus dem frühen 19. Jahrhundert. Der beauftragte Architekt Helgo Zettervall interpretierte im freien Stil das Aussehen des frühen Rathauses, er fügte jedoch Skulpturen hinzu, die zu seiner Zeit vier wirkmächtige Männer von Malmö darstellten: Jörgen Kock, Mathias Flensburg (1779–1851), Lorentz Isak Bager (1785–1857) und Frans Suell (1744–1817), sowie zusätzlich die Göttin Themis, flankiert von vier lebensgroßen allegorischen Figuren, die die Landwirtschaft, die Schifffahrt, das Zimmerhandwerk und den Handel symbolisieren. Die genannten Skulpturen stehen in Halbrundnischen der Ziertürme oberhalb der Traufe.
Unterhalb eines jeden Ziergiebels und direkt unter der Traufe sind in vergoldeten Lettern Hinweise auf die baulichen Veränderungen des Rathauses angebracht, beispielsweise vidgar och förskönad 1864–1869 (dt.: Verbreiterung und Verschönerung) in der Mitte.

## Architektur

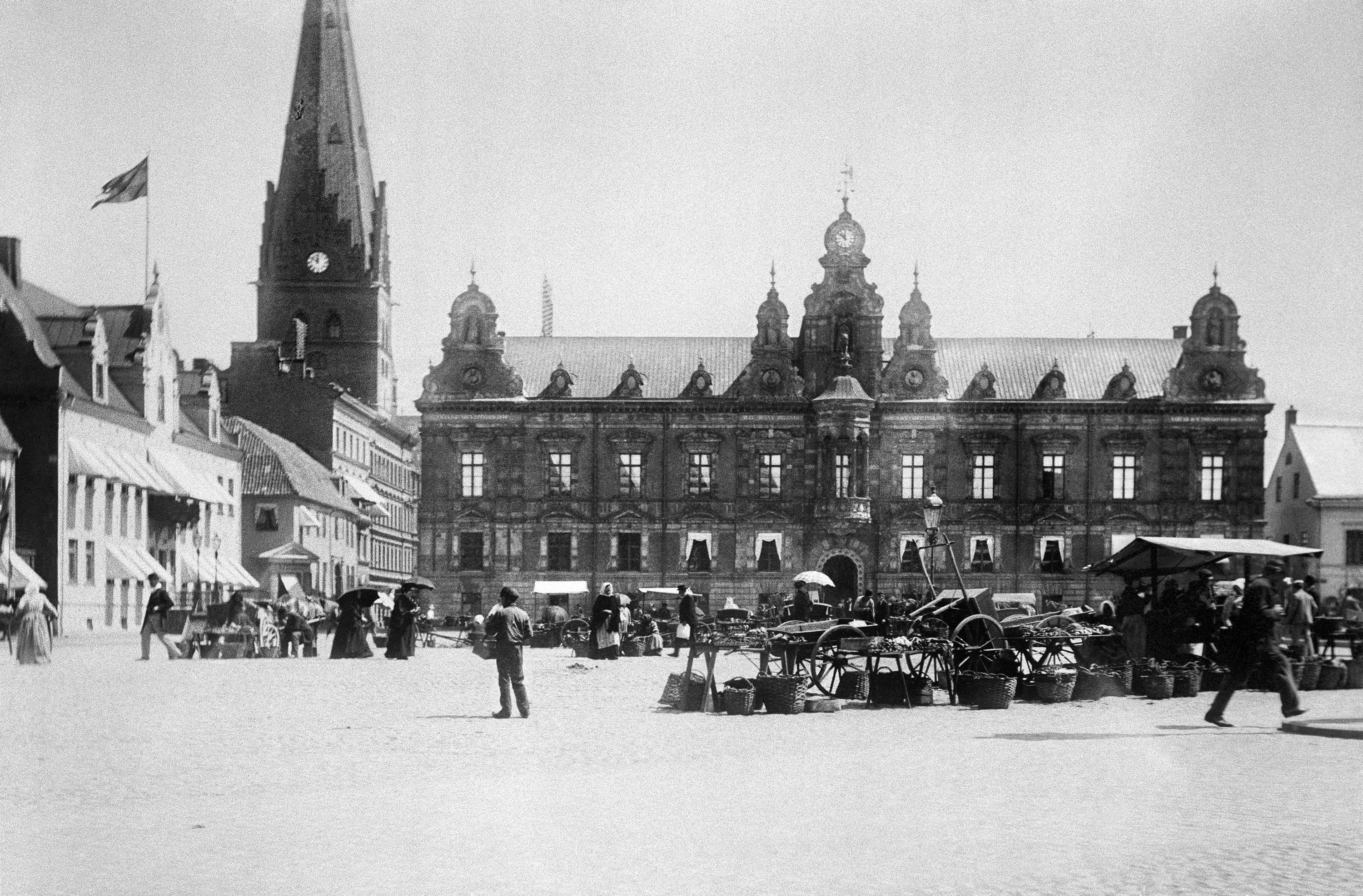
Rathaus im Jahr 1865, nach der Renovierung durch Helgo Zettervall; Foto vom Architekten aufgenommen

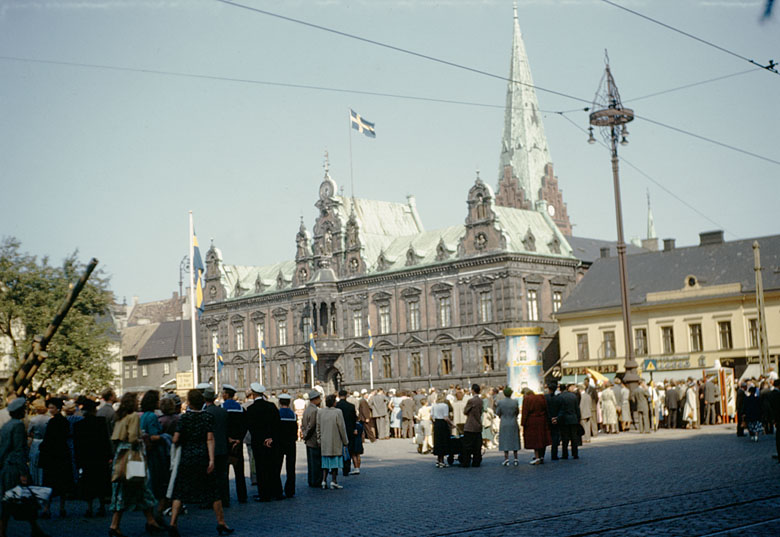
Stortorget im August 1943

Das Zentralgebäude des Rathauses ist ein zweigeschossiges und elfachsiges Bauwerk mit einem Untergeschoss. Das Untergeschoss stützt sich auf zwei parallele Tonnengewölbe und ist im Stil des 16. Jahrhunderts erhalten. Die Obergeschosse wurden im 19. Jahrhundert mit neuen dünneren Gewölben versehen und mit prächtigen Stuckaturen geschmückt.
Bis zur Oberkante des Untergeschosses besteht der Bausockel aus Bossenwerk.

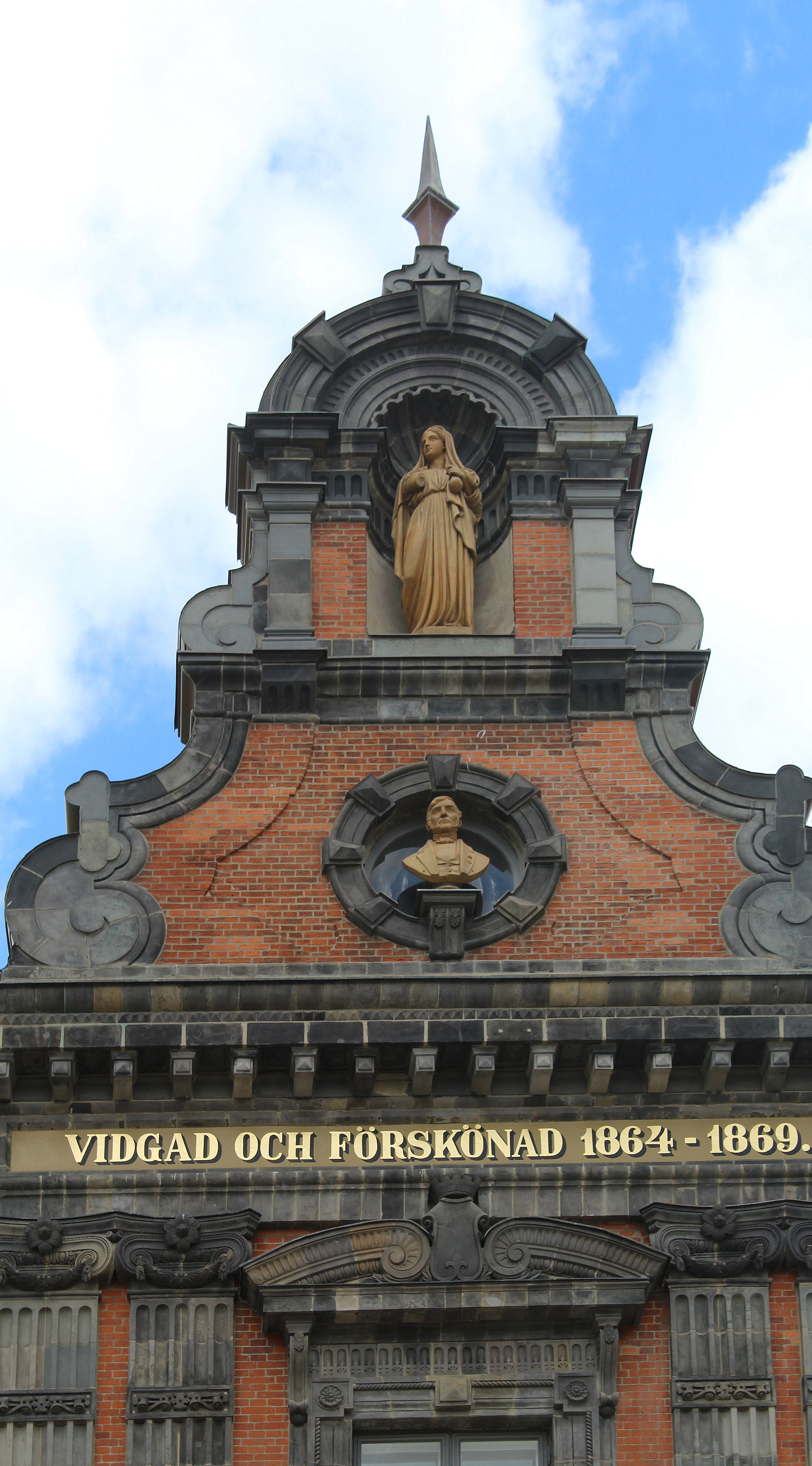
Fassadendetail 2018: Hauptturm mit Ziergiebel

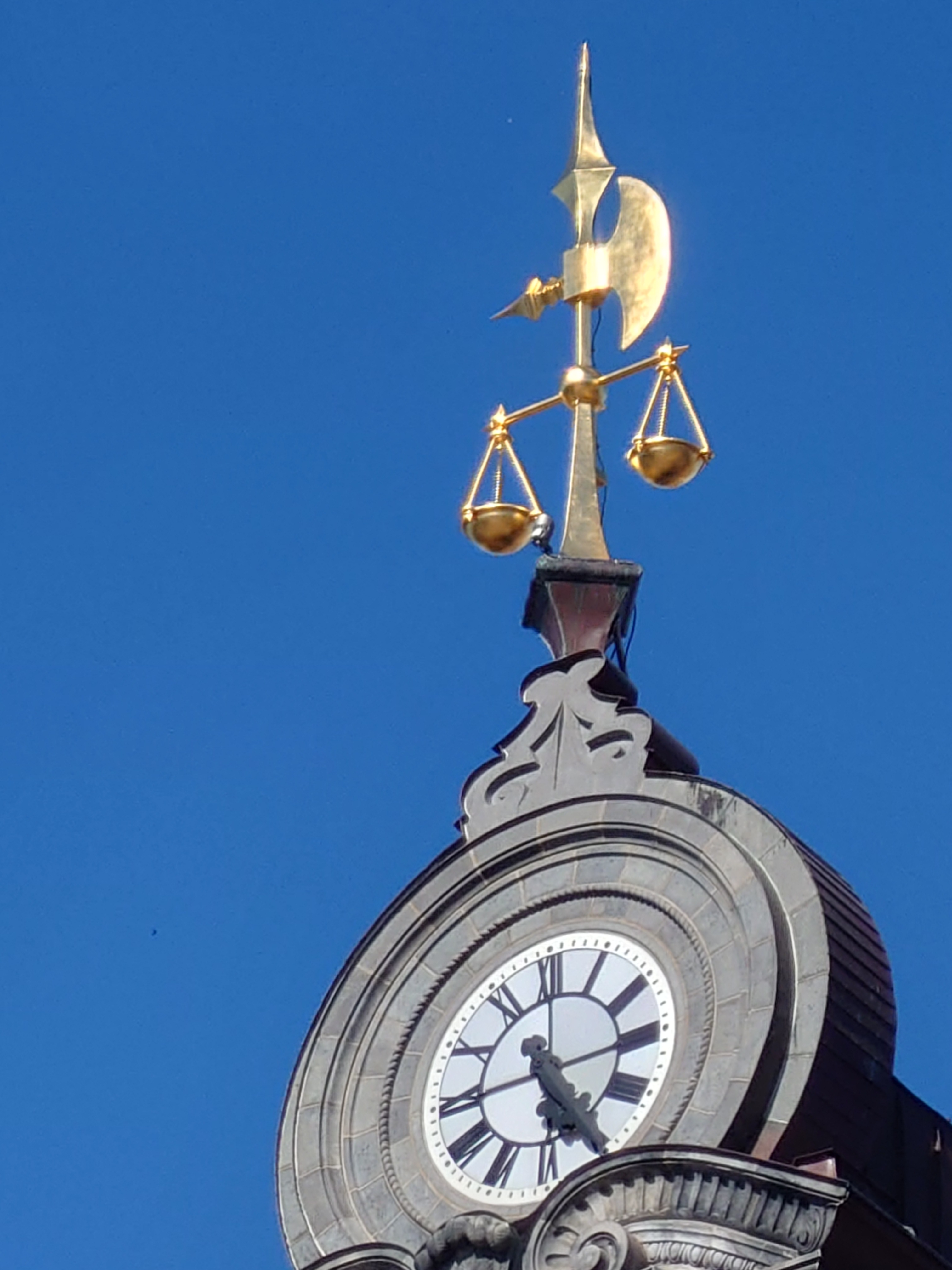
Rathaus-Spitze, Juni 2024

Der Bau ist auf seiner Hauptseite, die zum Markt hin zeigt, fast symmetrisch angelegt. In der Mitte dominieren das Hauptportal mit seinem ummauerten Rundbogen, ein darüber gearbeiteter Präsentationserker in Form einer halben Kanzel und dahinter ein hochaufragender Turm das Bild des Rathauses. Auf beiden Ecken des Längsflügels sind Dachaufbauten platziert, die mit einem kleineren Ziergiebel abschließen. Das Dach ist mit Kupferplatten belegt und wird marktseitig von je drei Dachgauben unterbrochen, die die senkrechte Fortsetzung der Fensterachsen bilden.
Der Hauptturm, in dem sich die Nische mit der Göttin befindet, trägt eine große runde Turmuhr und an der goldenen Turmspitze darüber sind die Utensilien der Gerechtigkeit – Schwert und Waage – angebracht.
Sonstiges
Offenbar hat Zettervall ein weiteres amtliches Gebäude in Malmö umgestaltet oder entsprechend gebaut oder ein anderer Architekt hat wesentliche Elemente aus dem Rathausbau übernommen:

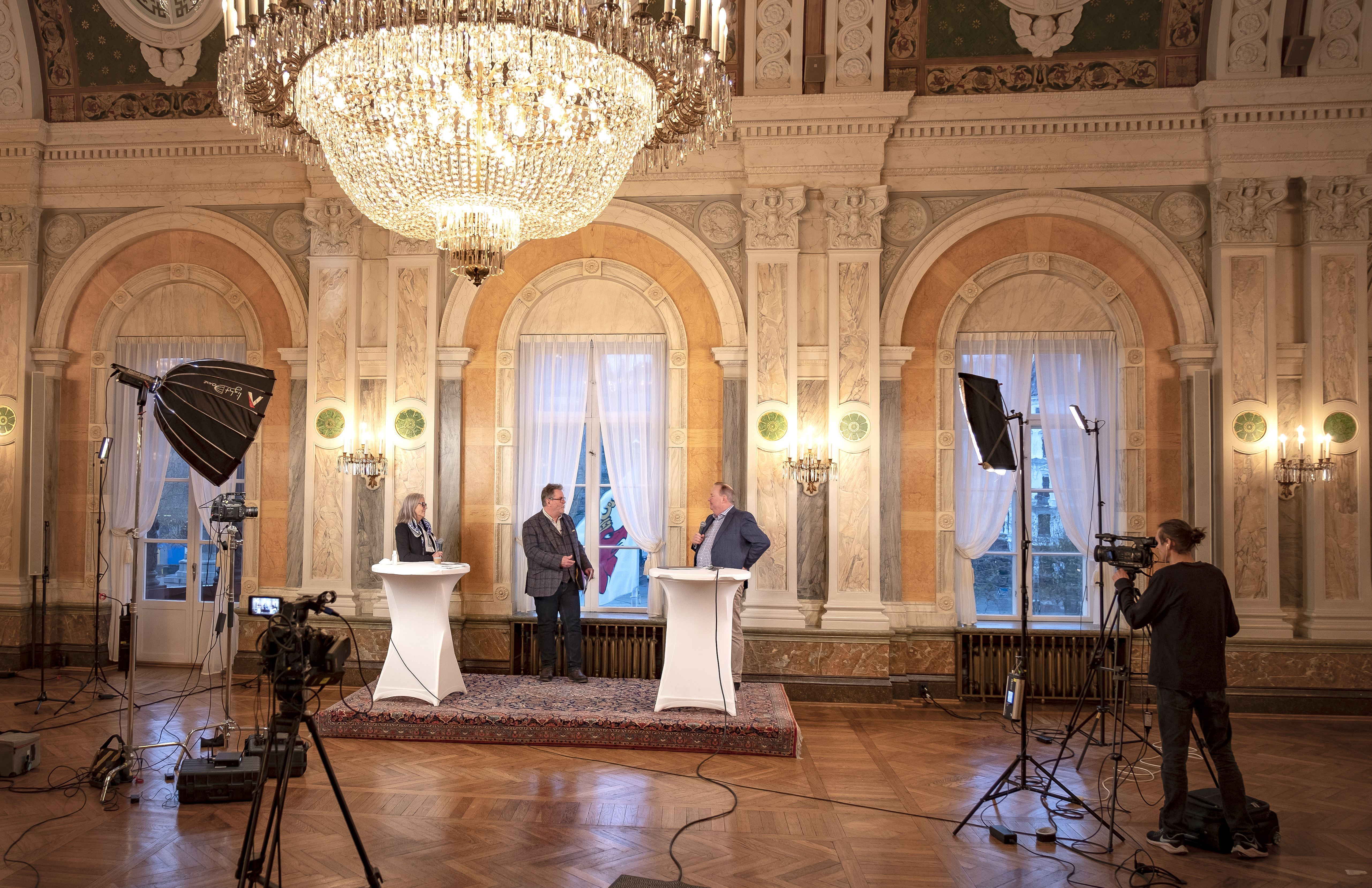
Kerstin Jakobsson (CO Medicon Village), Johan Wessman (CO Øresundsinstitut) und Ulf G. Andersson (CO Medeon) bei der Präsentation der Analyse „Life science in Skåne“ im Rathaus von Malmö November 2020

Das auf einer Website für Touristen abgebildete Bauwerk mit einem fast quadratischen Grundriss wiederholt in leicht vereinfachter Form die Fassade des Rathauses, ist aber eine Etage höher und trägt einen absolut gleichartigen kanzelförmigen Erker. Dafür erhebt sich hier ein zirka 40 Meter hoher fester Turm mit einem Aussichtsumgang und einer Turmuhr. Momentan ist unklar, um welchen Bau es sich handelt.

## Ausstattung
Die ältesten erhaltenen Elemente des Rathausgebäudes sind das Restaurant Rådhuskällaren (Rathauskeller) im Untergeschoss, ebenso der Knutssalen im zweiten Stock, benannt nach dem dänischen König Knut der Große. Dies ist ein Spiegelsaal, der an einen Raum im französischen Schloss Versailles erinnert; er wird zu besonderen Festlichkeiten und Bällen genutzt. Außerdem gehört der Bernadotte-Salon auf derselben Etage dazu, der normalerweise den Königen, Botschaftern und anderen hochrangigen Stadtbesuchern vorbehalten ist. An seinen Wänden hängen die Porträts aller Könige der Familie Bernadotte. In einem Anbau neben diesem Salon befinden sich Räumlichkeiten, die früher zum dänischen Reichstag gehörten und mit seltenen Porträts dänischer Herrscher aus dem 17. Jahrhundert erhalten sind. Zudem sollen Wandmalereien und kunstvolle Baudetails das Innere beleben.

## Galerie

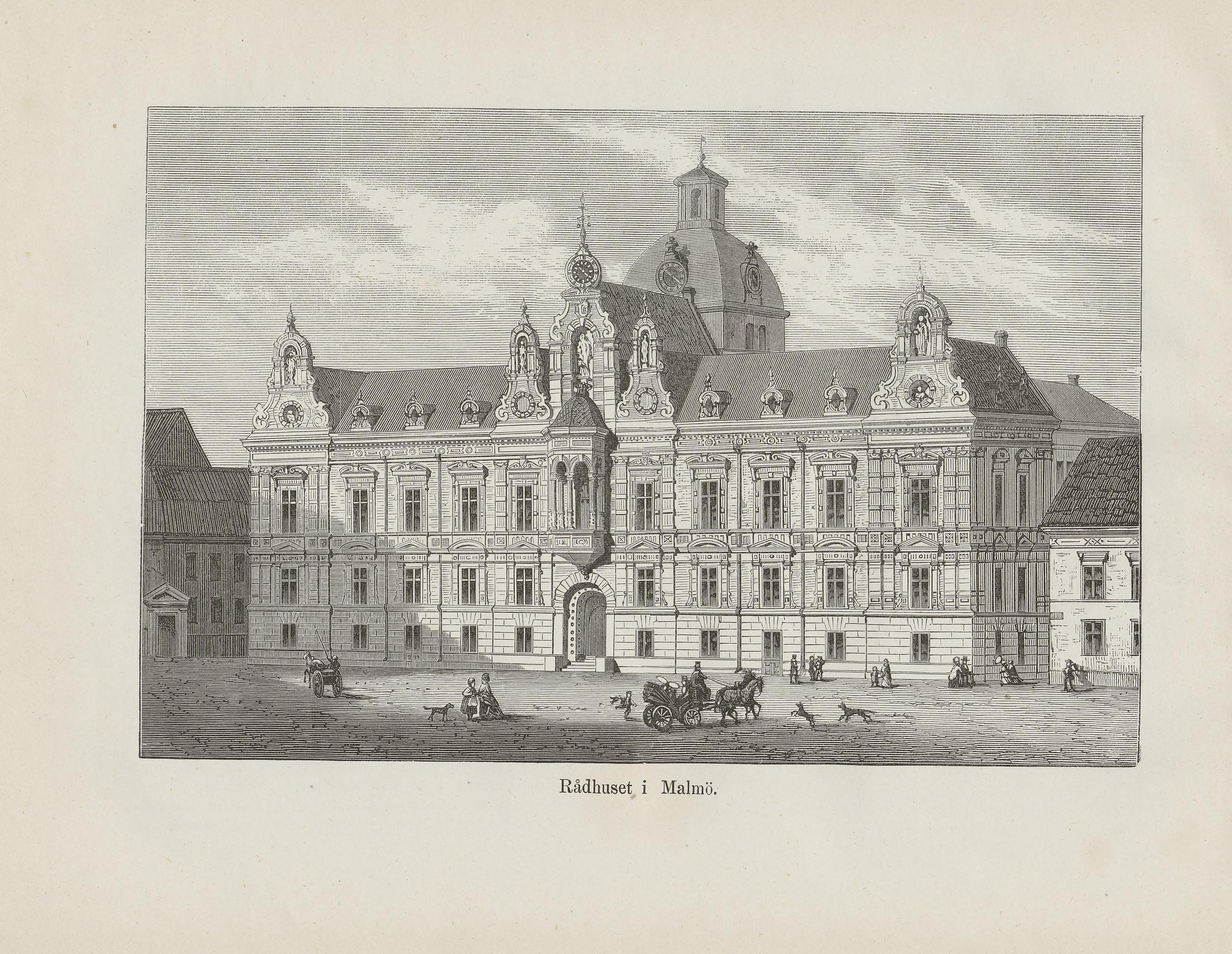
Das Rathaus 1875 aus dem Buch Nordiska Taflor
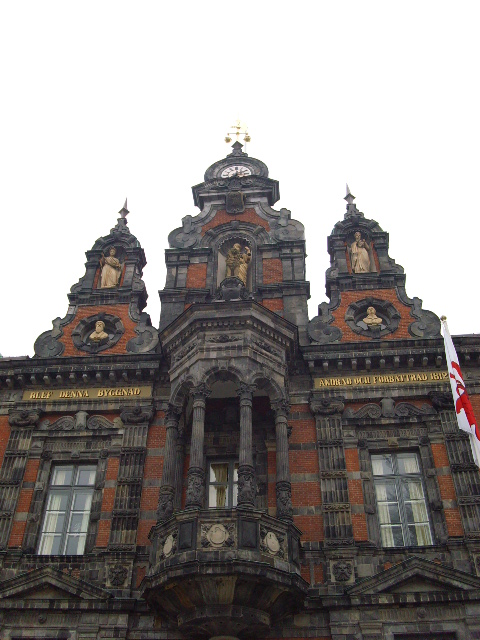
Fassadendetail 2009
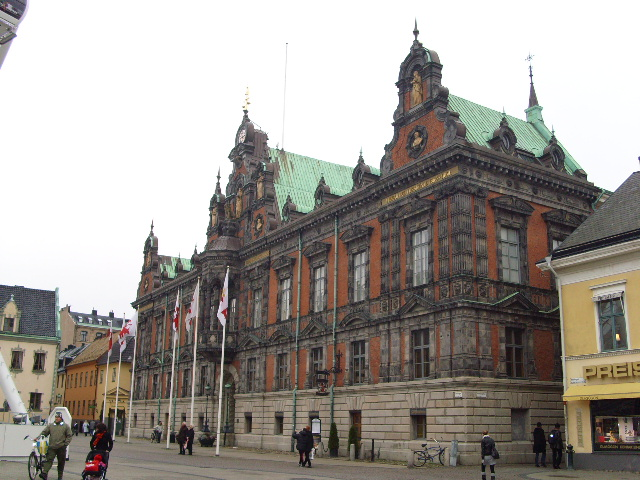
November 2009
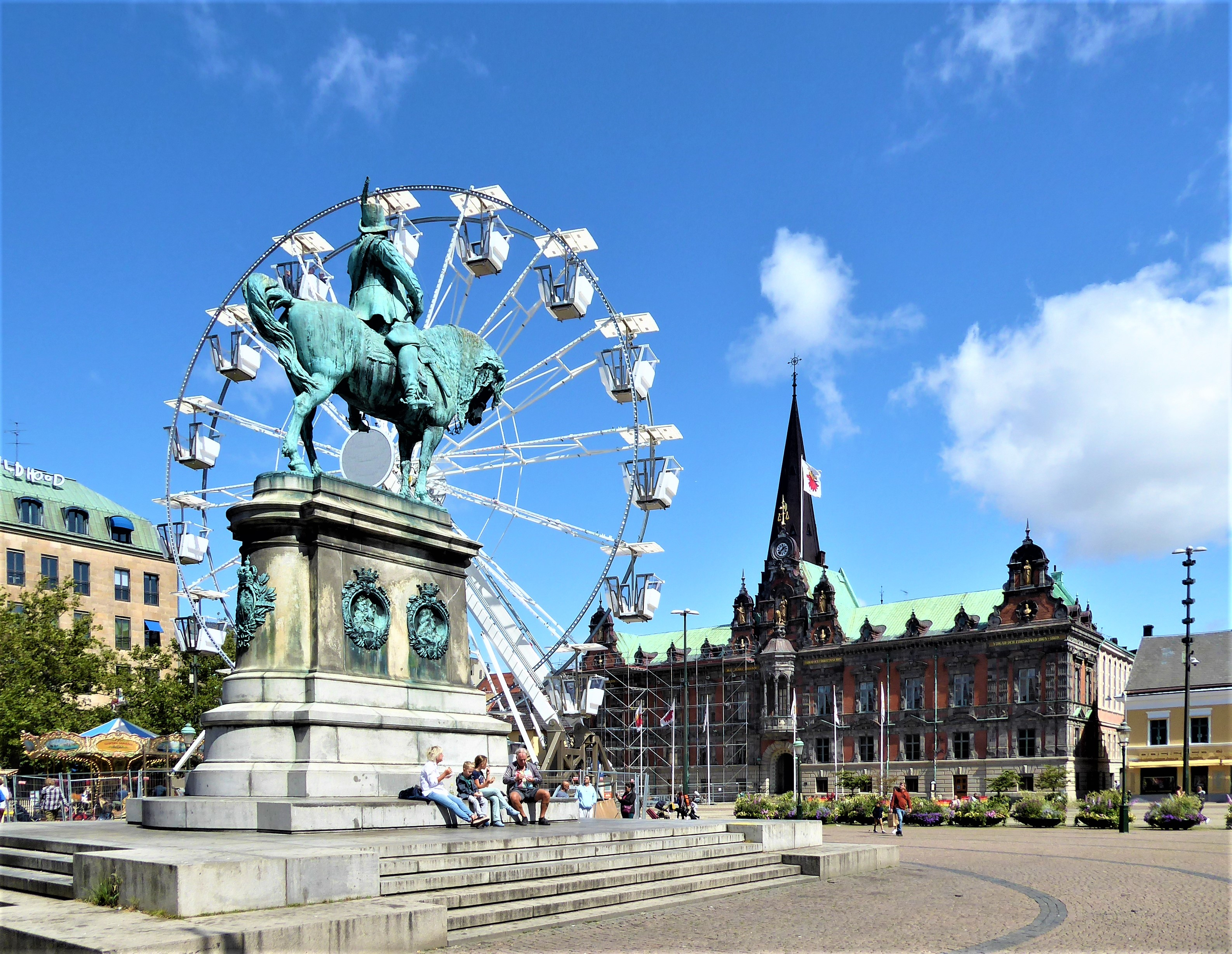
Stortorget und die Statue von Karl X. Gustav
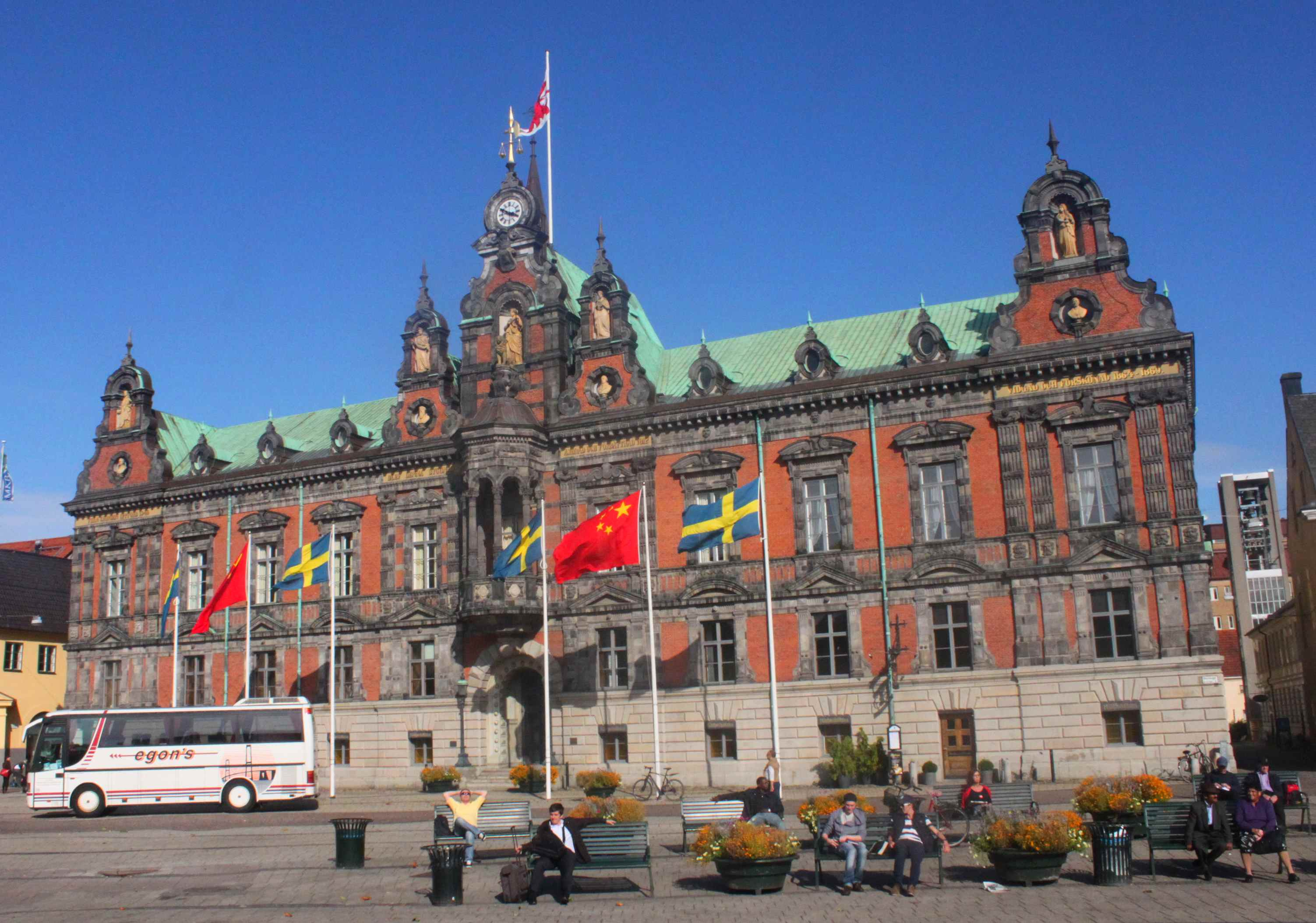
September 2011
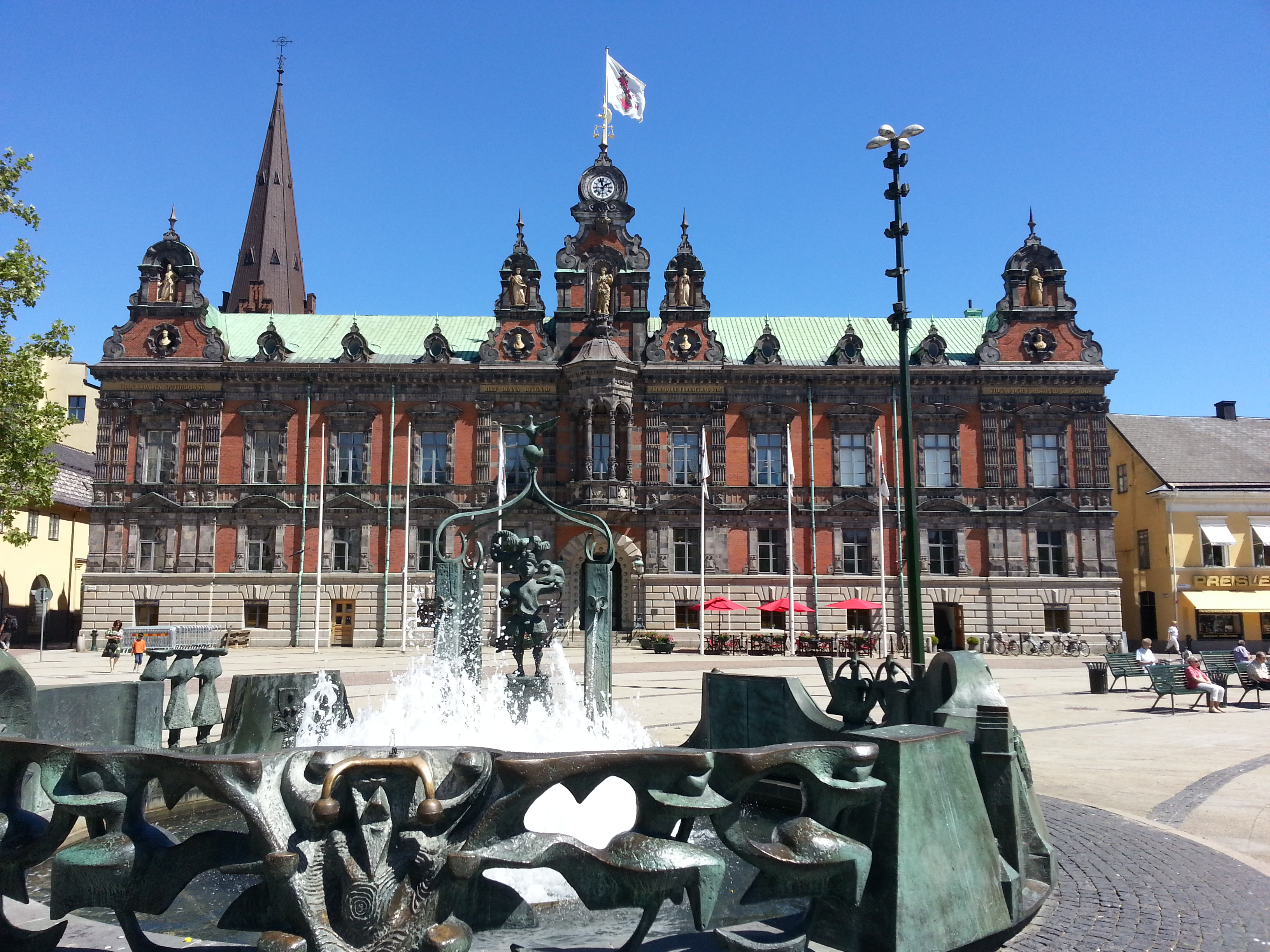
Juni 2013: Rathaus hinter dem Stadtjubiläumsbrunnen
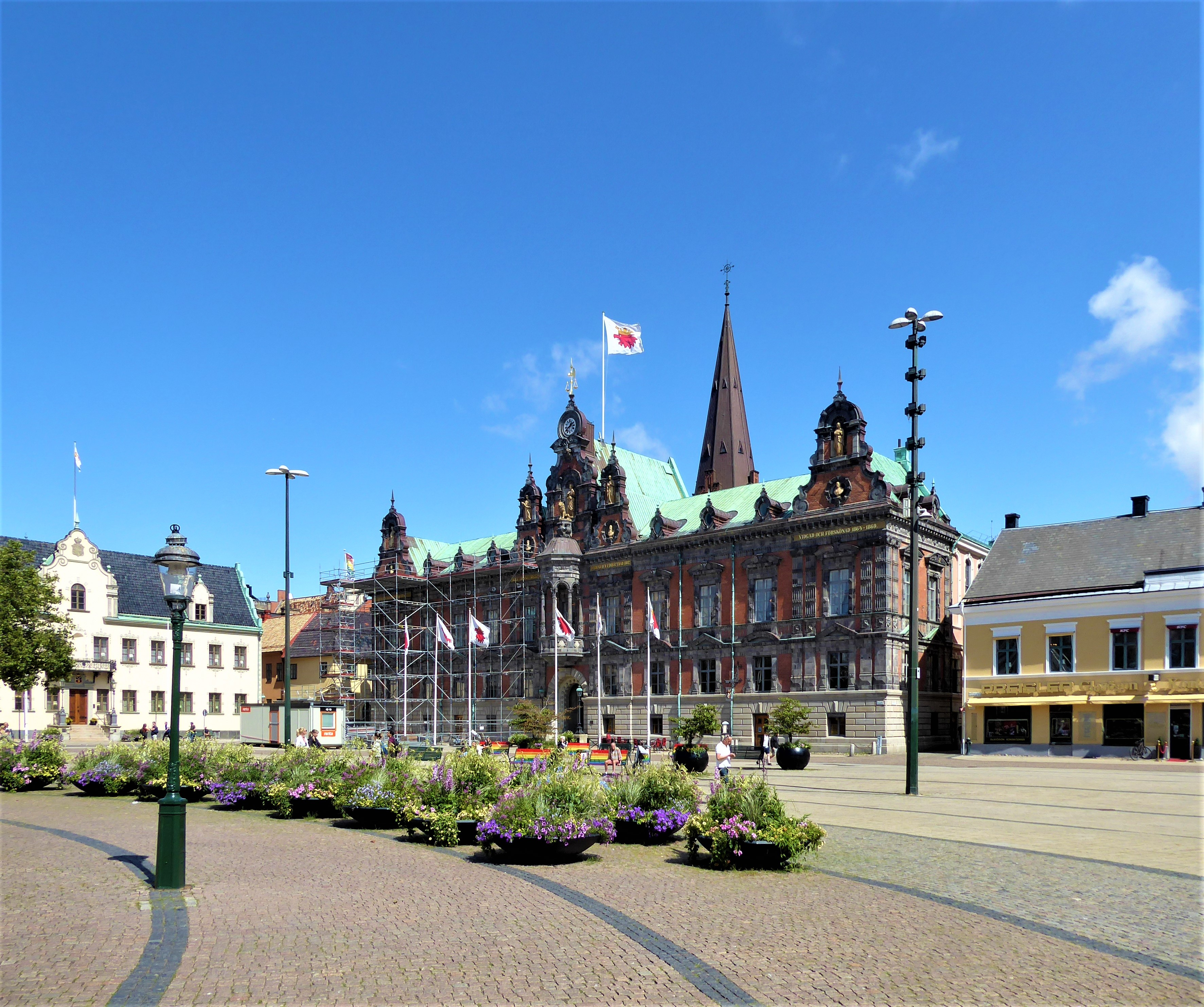
August 2021

## Anbau des Bezirksgerichtsgebäudes an das Rathaus
In den Jahren 1958/1959 kam zu dem historischen Rathausgebäude am Südflügel ein moderner Anbau hinzu, den der Architekt Sture Kelfve entworfen hat und dessen Fassade mit Reliefs von Thure Thörn verziert ist. In diesem Gebäude ist unter anderem das Amtsgericht Malmö untergebracht, und in seinem Keller befinden sich noch die mittelalterlichen Gewölbe der früheren Gebäude an diesem Ort. Es beherbergt auch die Malmö Rådhushall für große Kunstausstellungen und andere Veranstaltungen.